# Vicia cordata
Vicia cordata é uma espécie de planta com flor pertencente à família Fabaceae. 
A autoridade científica da espécie é Hoppe, tendo sido publicada em Deutschl. Fl. 1, 32: [fol. 1] (1812).
O seu nome comum é ervilhaca-brava.

## Portugal
Trata-se de uma espécie presente no território português, nomeadamente em Portugal Continental e no Arquipélago da Madeira.
Em termos de naturalidade é nativa das duas regiões atrás indicadas.

## Protecção
Não se encontra protegida por legislação portuguesa ou da Comunidade Europeia.